# Glacier Traleika
Le glacier Traleika est un glacier du parc national et réserve de Denali dans l'État américain de l'Alaska. Le glacier provient de deux bras de chaque côté de Farthing Horn à l'est du mont McKinley,.

## Toponymie
Le glacier Traleika a été nommé en 1945 par Bradford Washburn, attribuant le nom à un mot aléoute signifiant « grand » ou « haut ». La forme Traleika est une anglicisation du mot dena'ina Dghelaay Ka'a, signifiant Denali.